# Catherine Stephens

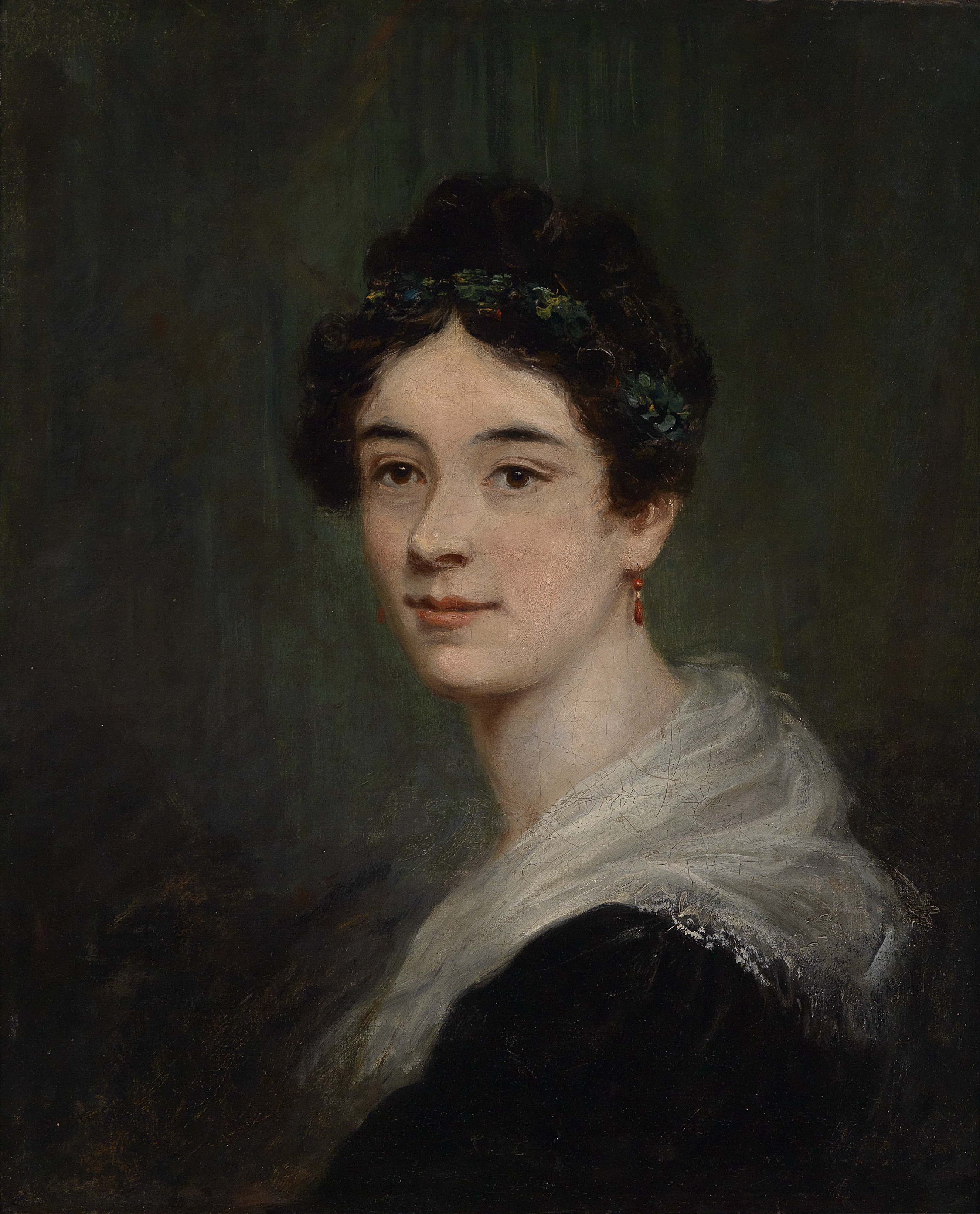
Catherine Stephens, comtessa d'Essex

Catherine Stephens (18 de setembre de 1794 - Londres, 27 de maig de 1882) fou una cantant i actriu anglesa.
Filla d'una tallista, ja en la seva infància donà proves d'excepcionals disposicions per a la música. Després de rebre algunes lliçons de Lanza i Thomas Welsh, als tretze anys començà la seva carrera artística actuant en els principal concerts. Més tard, fou contractada per l'empresa del Covent Garden, i hi fou acollida amb el més gran entusiasme. Això no obstant, el 1825, trobant-se en la plenitud de les seves facultats, renuncià al teatre per a no cantar només que en concerts, i el 1838 abandonà per complet el cant per haver contret matrimoni amb el cinquè comte d'Essex.
Un nebot seu, Edward Stephens (1821-1892), fou un bon compositor.